# Principio di individuazione
Il principio di individuazione afferma che un ente esiste nella sua individualità come un essere differente e distinto nei confronti di tutti gli altri enti che pure partecipano della sua stessa natura. Per esempio: un essere può avere come sua specificità quella di essere uomo in base alla sua caratteristica essenziale (l'umanità), ma anche una sua esistenza particolare nel tempo e nello spazio tale da distinguerlo da tutti gli altri uomini.

## Interpretazioni aristoteliche
Il principio di individuazione è un'espressione usata dai traduttori di Avicenna per il quale l'individualità si formava nel momento stesso in cui l'anima passava dallo stato potenziale unendosi in atto al corpo dell'uomo dandogli esistenza, vita; quindi l'individualità apparteneva all'anima:
Una volta conseguita l'individualità l'uomo distingue la sua soggettività (sostanza prima) dalla oggettività e da qui inizia la possibilità della conoscenza per l'uomo di ciò che è fuori e dentro di lui, di tutta la realtà universale e particolare, formandosi così concetti che gli appartengono come una sostanza seconda.
Quindi per Aristotele l'individualità, la sostanza realmente dotata di esistenza è solo ed esclusivamente la sostanza singola, o "sostanza prima", ovvero l'individuo dato dall'unione di forma (che determina l'aspetto universale umano) e materia che conferisce le peculiarità individuali al singolo uomo esistente.
I tomisti ripresero l'interpretazione aristotelica dell'origine del principium individuationis dalla materia cioè dal suo collocarsi nello spazio e nel tempo come materia signata quantitate, mentre gli agostiniani facevano risalire il principio di individuazione a un singolo preciso momento dell'unione (communicatio) della materia con la forma. Secondo i tomisti però, gli angeli rappresentano un caso a parte.

## La soluzione di Duns Scoto e Guglielmo di Ockham
Questa oscillazione tra materia e forma nella formazione dell'ente si interruppe con Duns Scoto che ipotizzo una "realtà ultima dell'ente", che poi chiamò haecceitas (ecceità) - che di per sé non è né forma né materia ma semmai una caratteristica particolare di ambedue - corrispondente al momento della realizzazione della reale individuazione.
Duns Scoto ritiene infatti che l'individuazione non dipenda né dalla materia, che è di per sé indistinta, quindi incapace di produrre distinzione e diversità né dalla forma, che come sostanza è priva di ogni individualità, ma che vi sia un procedimento che porta alla strutturazione di «ultima realtà dell'ente» operata dalla materia che, agendo sulla natura comune, arriva a determinarla come individualità realizzata attraverso l'insieme di materia e forma così che l'individualità rappresenta il punto finale, l'attualità piena e compiuta della sostanza di modo che l'individuo sia "haec res" (haecceitas). Da qui ogni singolo individuo è un essere creato unico e irripetibile. 
Guglielmo di Ockham identificò la questione come un falso problema poiché ormai la disputa sugli universali che aveva visto la prevalenza del nominalismo, aveva concluso che non esisteva la realtà di alcun universale il quale di per sé non era altro che una pura determinazione concettuale e che quindi anche l'idea di una sostanza anteriore e comune a tutti gli enti era da rigettare poiché le uniche realtà esistenti sarebbero state solo quelle individuali. Occam stabilisce dunque che esistenza e individuazione non sono due momenti distinti poiché l'ente nasce esistendo come individuo.

## Leibniz
Il principio di individuazione riaffiora nel pensiero di Leibniz.
Come quantità la materia è omogenea (dal significato originario del termine greco: "della stessa natura"): ma se è omogenea come si spiega che essa presenti una diversità di forme, di qualità ecc.? Evidentemente all'interno di quella che noi chiamiamo materia c'è un "principio di differenziazione", una forza per cui un corpo si differenzia da un altro corpo.
D'altra parte se la materia fosse semplice estensione come si spiega lo spostamento? Il concetto di movimento non può derivare da quello di estensione. Se consideriamo due corpi dal punto di vista dell'estensione, il fatto che siano estesi non spiega perché un corpo si sposti con maggiore difficoltà rispetto a un altro corpo. I due corpi infatti possono anche differire per l'estensione, ma questo non è l'elemento determinante per cui essi offrono una diversa resistenza all'azione di chi li vuole muovere. Questa diversa resistenza significa che essi oppongono una forza diversa all'azione di chi vuole spostarli. Questo vuol dire che l'essere reale è essere semplice che contiene un "principio di differenziazione" e un "principium individuationis" caratterizzato dall'insieme dei suoi predicati (omne individuum sua tota entitate individuatur), che sono però infiniti e dunque conoscibili nella loro totalità soltanto da Dio.
Quindi l'essere reale è diverso da tutti gli altri esseri; esso è un essere unico, una "sostanza" non materiale e passiva ma che esprime un'attività per cui è un "centro di forza" qualcosa che agisce indipendentemente da qualsiasi altro essere. Leibniz chiama "monade" questa sostanza. 
«Ora questa forza è qualcosa di diverso dalla grandezza, dalla figura e dal movimento; e da ciò si può giudicare che tutto quanto si sa dei corpi non consiste solo nell'estensione, come sostengono i moderni. Questo ci costringe a reintrodurre quelle forme che essi hanno bandito.»

## Schopenhauer
Per Arthur Schopenhauer la "volontà di vivere" ("Wille zum Leben"), che finisce per auto-limitarsi nella concatenazione di spazio, tempo e causalità, è da principio infinita e libera. «In realtà la volontà non è in grado di limitarsi se non come atto volontario dell'individuo che decide liberamente di negarla. La volontà raggiunge la sua massima espressione nell'uomo capace di autocoscienza e fornito di ragione, in grado, in alcuni casi, di elevarsi al di sopra del principio di causa e di conoscere la cosa in sé. Le "limitazioni" di spazio e tempo come qui sopra viene accennato non sono nient' altro che le forme della rappresentazione e quindi il modo in cui l'uomo può conoscere il mondo non intuitivamente.» La conoscenza intuitiva, per Schopenhauer, consiste nella "sensazione" resa possibile dal proprio corpo, di essere mossi da impulsi, tensioni, desideri, dunque la "volontà".
Fattasi oggetto, la Volontà perde la propria infinità ed è a quel punto che sorgono gli individui, apparentemente differenziati e irrimediabilmente separati l'uno dall'altro.
La Volontà non perde il suo essere infinito diventando individuo o cosa determinata. Ogni cosa è manifestazione della volontà.
Il "principium individuationis", la forma del fenomeno, cioè come esso appare in esteriorità, può allora essere definito come l'illusione della molteplicità e della differenziazione: un aspetto del Velo di Maya.
E questa differenziazione, seppur solo illusoria, porta i fenomeni a scontrarsi l'uno con l'altro, poiché non comprendono di essere, in fondo, la medesima volontà oggettivata.

## Nietzsche
Quando Nietzsche, nella Nascita della tragedia del 1872 scrive che lo spirito dionisiaco annulla il principio di individuazione, elimina cioè le categorie civili, statali, morali, intende riferire come nell'ebbrezza del Satiro, che è la verità, l'uomo colga l'orrore, l'atrocità, della propria esistenza. Il principio di individuazione, riflesso dell'istinto apollineo, pur illusorio tuttavia è necessario - al fine che l'uomo non si autodistrugga nel proprio lacerante grido (Iakchos) di dolore. Ma, perché è l'ebbrezza ad esser considerata come verità, e non invece la ragione, il principio di individuazione?
Nietzsche è chiaro: "la musica precede l'idea", così Dioniso precede Apollo. La musica, infatti, precede l'idea a causa della propria immediatezza. e ciò ch'è immediato è senz'altro vero, perché è conosciuto senza i filtri della ragione; in tal senso, Nietzsche parla di conoscenza tragica contrapponendola alla conoscenza ideale, che con la logica ha creato la menzogna. Quindi il principio di individuazione, in quanto apollineo, non può costituirsi come verità poiché non coincide con la vera realtà, ma con quella che è una "immagine di sogno simbolica". L'uomo nell'arte e nella vita vive come in un «sogno», di modo che in contrapposizione alla realtà «la vita diviene tollerabile e meritevole di essere vissuta». Il dolore si libera nel sogno; col sopraggiungere dello spirito dionisiaco invece l'uomo vive tragicamente la natura e i rapporti con gli altri uomini.